# Варіанти (інтернет-видання)
Варіанти — інформаційне агентство новин Львова. Мова видання українська. Сайт видання розпочав свою роботу у 2012 році. Головний редактор — Олександр Ковальчук. Серед усіх інтернет видань Львова, Варіанти один з тих,  за ким закріпився власний унікальний стиль подання новин. Засновником є журналіст і редактор Ірина Марушкіна.
2016-2018 рр. - ІА Варіанти за підтримки Freedom House реалізували проєкт "Дрон-погляд на екологічні проблеми Львівщини".
2019 р. — виступили партнером  ГО Атом в проєкті  "Яскрава ідея в твоїх руках", реалізованого  за підтримки Швейцарської агенції розвитку та співробітництва (ШАРС).
2021 р. -  в рамках конкурсу регіональних обмінів Львівської облради "Змінимо країну разом" вибороли грант на реалізацію проєкту журналістських обмінів за участів журналісті й блогерів  Львівської і Запорізькою областями. 
2021-2022 -  ГО "Атом" у партнерстві з ІА Варіанти реалізували проєкт "Організаційна підтримка незалежних місцевих медіа" за фінансової підтримки Чорноморського фонду регіонального співробітництва (BST) у межах програми ЄС "Прямуємо разом". 
Свідоцтво про державну реєстрацію інформаційного агентства  Варіанти як суб`єкта інформаційної діяльності (статус ЗМІ) КВ 341-203 P.  

## Контент
Інформаційне агентство має такі розділи: "Політика", "Економіка", "Спорт", "Соціум", "Культура". 
Окрім новин Львова та області, є важливі новини України, а характерною особливістю є лонгріди на важливі теми та власна дрон зйомка для ілюстрації статей. 
Також є рубрика "Мандри Львівщиною", де розповідається про містечка Львівської області, їх історія та цікаві об'єкти.

## Автори
- Директор та головний редактор: Олександр Ковальчук
- Проектний менеджер: Зоряна Бутковська
- Журналісти: Мар'яна Пастух, Ірина Савчук
- Оператор дрон-відео, відео і фотозйомка: Руслан Бокало
- Консультант проекту: Ірина Марушкіна

## Див.також
- Інтернет-ЗМІ